# Vliegenstrip

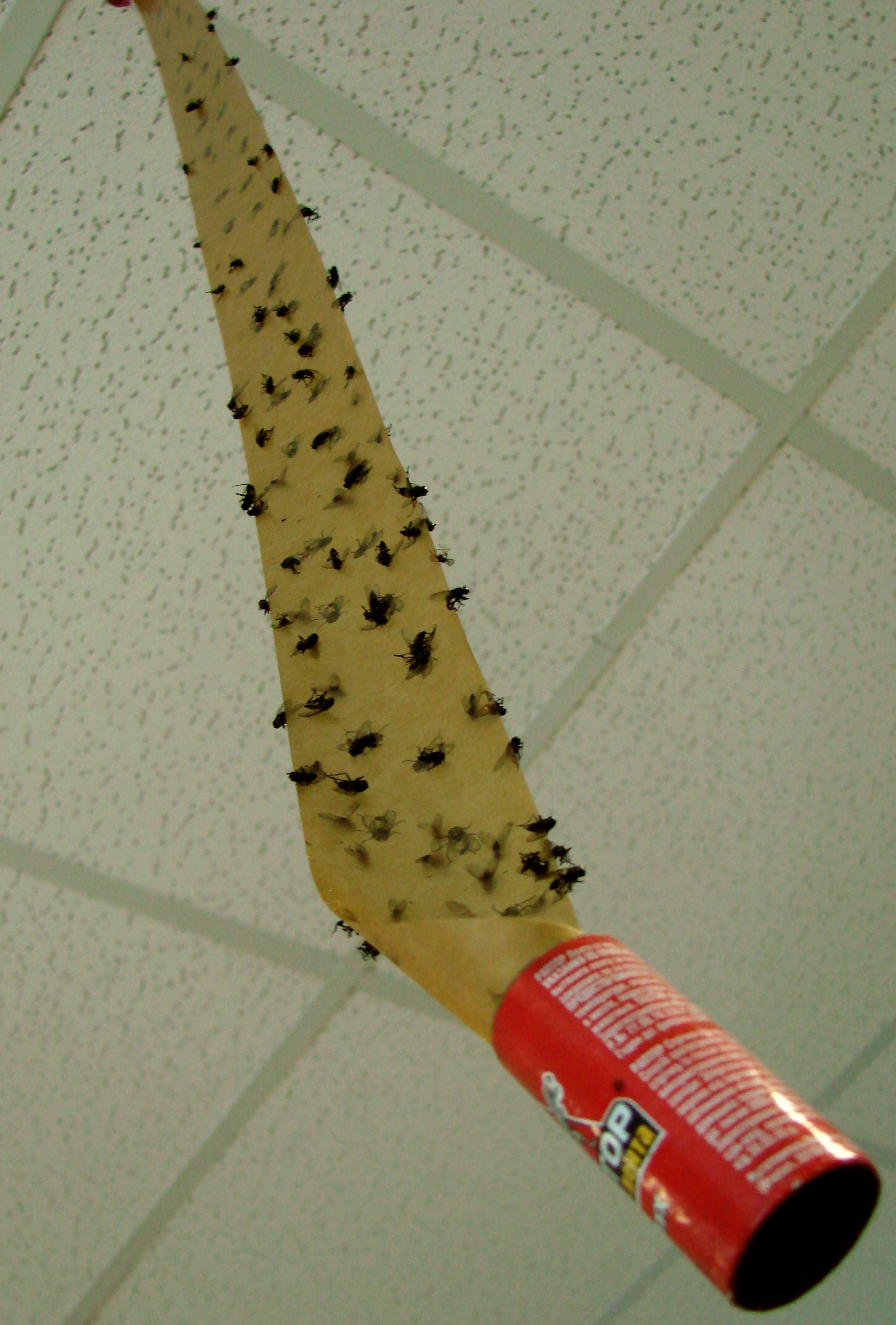
Een vliegenstrip

Een vliegenstrip is een strip die opgehangen kan worden en die dient om vliegen te bestrijden. De strip is voorzien van een kleefstof, vermengd met een lokmiddel. De vliegen komen op een dergelijke strip af, blijven kleven en sterven. Er bestaat ook vliegenpapier, dat alleen qua vorm.van de strips verschilt.
Sinds mensenheugenis heeft men last van vliegen gehad en dus zijn er ook middelen bedacht om deze dieren te bestrijden die in tegenstelling tot de vliegenmepper geen actieve vliegenjacht benodigden. Zo kwam ook de voorloper van de huidige vliegenstrip tot stand: een strook karton die met suikerstroop of lijm was ingesmeerd. Probleem hierbij was dat stroop bij hogere temperaturen van de vliegenvanger afdroop en dat lijm snel droogde.
De tegenwoordig gangbare vliegenstrip werd in 1909 uitgevonden door de snoepfabrikant Theodor Kaiser (geboren als Theodor Kayser) (1862-1930), woonachtig te Waiblingen (bij Stuttgart). Het betrof een met een mengsel van hars, olie, vet en honing ingesmeerde strip die - in de vorm van een kartonnen koker met daarin de opgerolde strip - in de handel kwam en, in uitgerolde toestand, wekenlang dienst kon doen. De merknaam is Aeroxon (sinds 1911).
Na de Tweede Wereldoorlog werden ook strips op de markt gebracht die insecticide bevatten, en waarvan in Nederland de Vaponastrip de bekendste werd. Deze strip bevat geen kleefstof, doch een insecticide. De strip werd in 1963 geïntroduceerd door Shell Chemie. Er kwamen daarna ook strips op de markt van andere producenten. De merknaam Vapona is later door Shell verkocht aan Sara Lee. Aanvankelijk betrof het een met het insecticide dichloorvos geïmpregneerde plastic strip, waaruit de werkzame stof door verdamping langzaam vrijkomt. Tegenwoordig werkt deze vliegenstrip op basis van natuurlijke ingrediënten, aangezien het gebruikte insecticide sinds eind 2007 in de Europese Unie verboden is.